# أخبار جوجل
أخبار جوجل (بالإنجليزية: Google News)‏ هو برنامج مبني على الويب، تقدمه شركة جوجل. البرنامج عبارة عن مجمع أخبار. يستخدم البرنامج خوارزمية Storyrank التي يمكن القول أنها الخوارزمية الشقيقة لخوارزمية Pagerank التي جعلت باحوث (محرك بحث)جوجل من أفضل محركات البحث على الإنترنت (إن لم يكن الأفضل). تم تطوير الخوارزمية بواسطة كاريشنا باهارات في العام 2001. تم تقديم أخبار جوجل كنسخة بيتا في أبريل 2002. خرج البرنامج من مرحلة البيتا في 23 يناير 2006. هناك عدة نسخ من البرنامج مخصصة ل 20 إقليما في العالم تستخدم 12 لغة. اللغات المتاحة حالياً هي: العربية، العبرية، الصينية (التقليدية والمبسطة)، اليبانية، الكورية، الفرنسية، الألمانية، الإسبانية، الإنجليزية، الإيطالية، البرتغالية، الهولندية، النرويجية، والسويدية.

## المزايا والتخصيص
تقدم خدمة أخبار جوجل خاصية البحث في الأخبار، وإمكانية عرض هذه الأخبار حسب تاريخ نشرها (وليس حسب تاريخ حدوث الحدث). يمكن للمستخدم في الإصدراة الإنجليزية من أخبار جوجل أن يحدد مجموعة من كلمات البحث أو ما يعرف بالكلمات المفتاحية وينشئً أقساما جديدة في صفحة الأخبار المخصصة. ويحصل على أخبار مواضيع يحددها هو من خلال الكلمات المفتاحية التي أدخلها أثناء إنشاء الأقسام.
يمكن للمستخدم أن يطلب تلقي إنذارات بواسطة البريد الإلكتروني حول مواضيع يحددها، من خلال إدخال بعض الكلمات المفتاحية عن طريق خدمة إنذار أخبار جوجل. وترسل رسائل البريد الإلكتروني إلى المشتركين عندما تظهر على الإنترنت مقالات إخبارية جديدة توافق طلباتهم.

## التقنية المستخدمة
طبقاً لما هو مشار في موقع مساعدة جوجل، فإن جوجل تستخدم خوارزميات بحث وترتيب وبرامج معاملات منطقية لتحديد أهمية الأخبار واستحقاقها للعرض على الصفحة الرئيسية للموقع. تقوم برمجيات جوجل بفحص المقالات التي تنشرها مصادر أخبار جوجل، وتبحث الخوارزيمات على معلومات محددة، مثل: تاريخ نشر المقال، وعنوان الخبر، والنص، ثم تستخدم برمجيات جوجل معاملات تجميع منطقية لتحديد أي المقالات هي الأكثر ارتباطاً بموضوع البحث. وتعمل جوجل على تطوير تقنية البحث هذه دورياً.
تدعي جوجل أن العنصر البشري لا يتدخل في علمية اختيار المقالات، وأن كل عمليات البحث وتحديد المقالات تتم بواسطة خوارزيمات بحث وعمليات منطقية يقوم بها الحاسوب فقط.

## وصلات خارجية
- أخبار جوجل على موقع Google Play (الإنجليزية)
- أخبار جوجل العربية